# Randy Jones (Eishockeyspieler)
Randy Jones (* 23. Juli 1981 in Quispamsis, New Brunswick) ist ein ehemaliger kanadischer Eishockeyspieler, der im Verlauf seiner aktiven Karriere zwischen 2001 und 2014 unter anderem 396 Spiele für die Philadelphia Flyers, Los Angeles Kings, Tampa Bay Lightning und Winnipeg Jets in der National Hockey League auf der Position des Verteidigers bestritten hat. Seinen größten Karriereerfolg feierte Jones jedoch in Diensten der Philadelphia Phantoms mit dem Gewinn des Calder Cups der American Hockey League im Jahr 2005.

## Karriere
Bevor Randy Jones am 24. Juli 2003 von den Philadelphia Flyers als Free Agent unter Vertrag genommen wurde, spielte er für die Cobourg Cougars in der Ontario Provincial Junior A Hockey League und die Clarkson University in der National Collegiate Athletic Association.
Sein erstes Jahr verbrachte er bei den Philadelphia Phantoms in der American Hockey League (AHL), für die er auch während des Lockouts in der NHL-Saison 2004/05 auflief. Im darauf folgenden Jahr wechselte er des Öfteren zwischen den Flyers und den Phantoms und kam so auf 28 Einsätze in der National Hockey League. In den Spielzeiten 2006/07 und 2007/08 spielte er ausschließlich für die Flyers und kam dabei auf 66 bzw. 71 Einsätze.
Am 2. Juli 2008 verkündeten die Flyers eine Vertragsverlängerung mit Jones um zwei Jahre. Nur ein Jahr später, am 26. September 2009, gaben die Flyers bekannt, dass Jones auf die Waiver-Liste gesetzt wurde, um die Gehaltsobergrenze einzuhalten. Anschließend unterschrieb er am 30. September einen Vertrag bei den Adirondack Phantoms, dem Flyers-Farmteam, in der American Hockey League. Einen Monat später versuchten die Flyers den Verteidiger zurück in den NHL-Kader zu holen. Dabei wählten ihn aber die Los Angeles Kings von der Waiver-Liste aus. Im August 2010 unterzeichnete Jones als Free Agent einen auf ein Jahr befristeten Vertrag bei den Tampa Bay Lightning.
Am 2. Juli 2011 einigte sich Jones auf einen Kontrakt für ein Jahr bei den Winnipeg Jets. Darauf folgten zwei Saisons in der AHL, bei den Oklahoma City Barons und den Portland Pirates, ehe er mit Ende der Spielzeit 2013/14 keinen neuen Arbeitgeber fand und seine Karriere im Alter von 33 Jahren für beendet erklärte.

## Erfolge und Auszeichnungen
- 2002 ECAC All-Rookie Team
- 2003 ECAC First All-Conference Team
- 2005 Calder-Cup-Gewinn mit den Philadelphia Phantoms

## Karrierestatistik
(Legende zur Spielerstatistik: Sp oder GP = absolvierte Spiele; T oder G = erzielte Tore; V oder A = erzielte Assists; Pkt oder Pts = erzielte Scorerpunkte; SM oder PIM = erhaltene Strafminuten; +/− = Plus/Minus-Bilanz; PP = erzielte Überzahltore; SH = erzielte Unterzahltore; GW = erzielte Siegtore; 1 Play-downs/Relegation; Kursiv: Statistik nicht vollständig)